# 芸道54年 笑いと涙のドラマがいっぱい! 萩本欽一の「人生ってめぐり愛だよね」
『芸道54年 笑いと涙のドラマがいっぱい! 萩本欽一の「人生ってめぐり愛だよね」』（げいどうごじゅうよねん わらいとなみだのドラマがいっぱい はぎもときんいちの じんせいってめぐりあいだよね ）は、日本のコメディアン萩本欽一によるエッセイ。『週刊アサヒ芸能』にて2013年7月11日号から連載していた。
萩本が、これまで出逢った有名人や一般人、また家族との思い出を語る。
柳葉敏郎がオーディションで抜擢された理由の真相（第29回）など、この連載で初めて語られた逸話も多い。
連載依頼時、萩本は下ネタを敬遠しているイメージが強いため、女性の裸や下ネタ記事の多い『アサヒ芸能』からの依頼は断られると編集部は危惧していた。しかし、萩本は「昔のコメディアンは、ほとんどストリップ劇場出身。女性の裸の多い雑誌で連載を持ちたくないなんていうのはおこがましいよ」と語り、快諾したという。

## 連載内容
- 第01回 田中好子
- 第02回 長門裕之・南田洋子夫妻
- 第03回 青島幸男
- 第04回 山口百恵・森昌子
- 第05回 萩本団治（萩本の父）
- 第06回 東八郎 PART1
- 第07回 東八郎 PART2
- 第08回 坂上二郎
- 第09回 左とん平
- 第10回 はかま満緒
- 第11回 北島三郎
- 第12回 思い出の踊り子さん
- 第13回 香川登志緒・菊田一夫
- 第14回 車だん吉・岩がん太
- 第15回 吉永小百合
- 第16回 萩本トミ（萩本の母）
- 第17回 斉藤清六
- 第18回 三木たかし
- 第19回 ザ・ドリフターズ
- 第20回 前川清
- 第21回 金丸久子（萩本が番組で出逢った大家族のお母さん）
- 第22回 清水由貴子
- 第23回 間寛平
- 第24回 江川卓
- 第25回 藤村俊二
- 第26回 渡哲也
- 第27回 萩本澄子 PART1（萩本の妻）
- 第28回 萩本澄子 PART2
- 第29回 柳葉敏郎
- 第30回 はしのえみ
- 第31回 和田アキ子 PART1
- 第32回 和田アキ子 PART2
- 第33回 細川たかし PART1
- 第34回 細川たかし PART2
- 第35回 未唯mie
- 第36回 お笑いBIG3 タモリ・たけし・さんま（タモリ・ビートたけし・明石家さんま）
- 第37回 生田悦子
- 第38回 イモ欽トリオ西山浩司
- 第39回 萩本流年代別対人法
- 第40回 勝俣州和
- 第41回 波方清
- 第42回 堀内孝雄
- 第43回 武田鉄矢
- 第44回 鹿取義隆

（2014年5月29日号(5月20日発売)現在）